# Hatsumōde
Hatsumōde (初詣?) es un término en el sintoísmo que se refiere a la primera visita de un santuario al comenzar el año nuevo. Algunas personas también eligen visitar un templo budista en vez de un santuario. Por lo general se piden en esta visita deseos para el nuevo año, se compran nuevos o-mamori (amuletos o talismanes) y se devuelven al templo los amuletos del año anterior para ser quemados. También se hace la prueba del toso (sake especial de año nuevo) y la compra del omikuji, una especie de oráculo que determina la suerte del nuevo año.

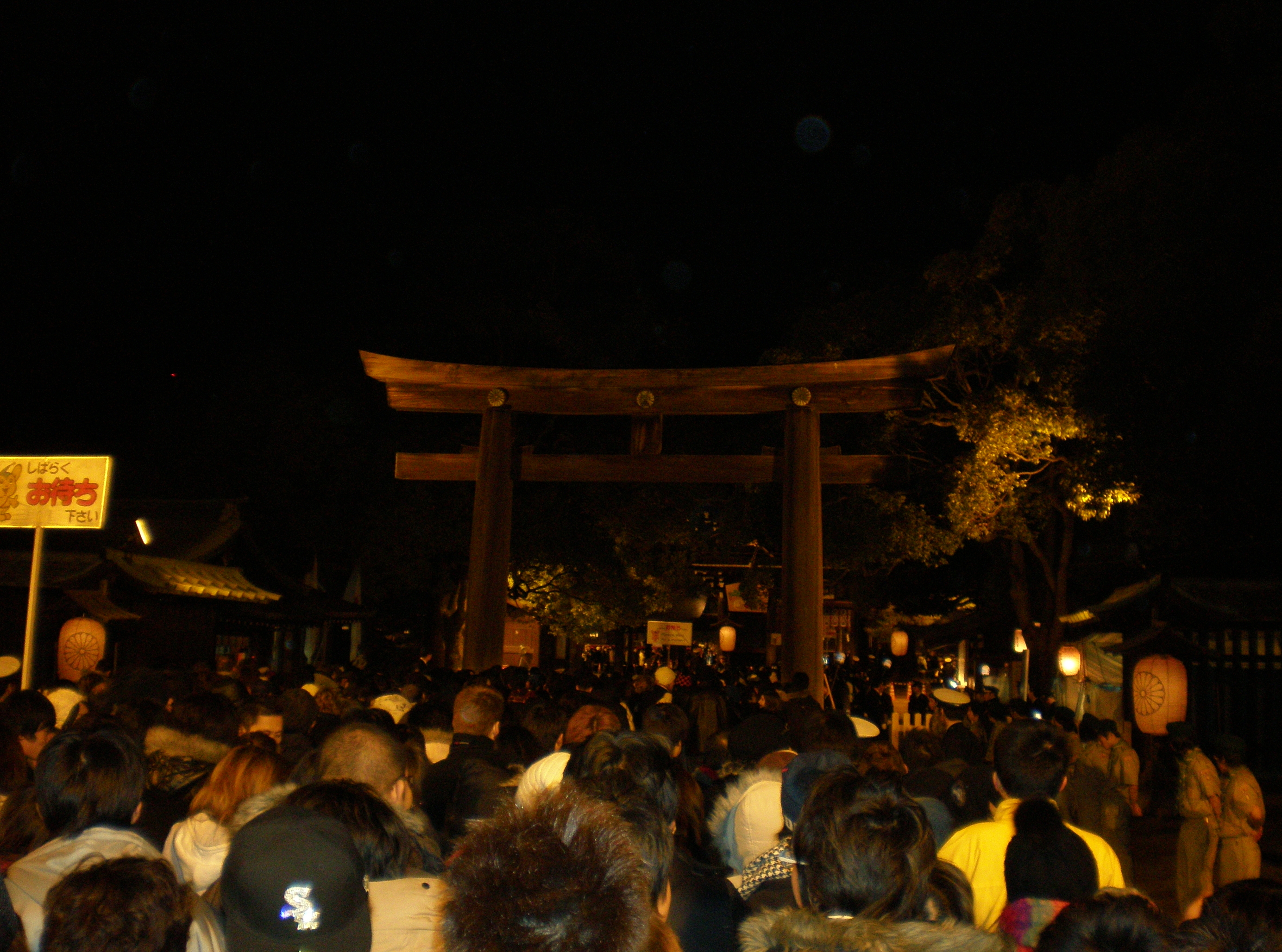
Multitud esperando en el Santuario Meiji en víspera de Año Nuevo.

En la medianoche del año nuevo las personas visitan los templos y santuarios para escuchar el sonido de las campanas en el templo (joya no kane), que da inicio al hatsumōde. Durante los tres primeros días del año, una gran cantidad de visitantes acuden a los templos locales (en el caso de los pueblos del interior) y a templos famosos (en el caso de las ciudades). Entre los principales templos donde llegan numerosos visitantes están el Santuario Meiji (Tokio), Sumiyoshi-taisha (Osaka), Fushimi Inari-taisha (Kioto), Santuario Atsuta (Aichi), Tsurugaoka Hachiman-gū (Kanagawa), Dazaifu Tenman-gū (Fukuoka) y el Santuario Hikawa (Saitama).
El origen del hatsumōde viene de la costumbre del toshigomori (年籠?) que significa recluirse en el santuario de la deidad tutelar o ujigami desde la noche de Año Viejo y estar despierto toda la noche para recibir al kami. Adicionalmente, el costumbre de peregrinar al santuario en año nuevo tiene origen en la peregrinación a la "dirección próspera" o ehōmōde (恵方詣?); dicha dirección próspera o ehō es la dirección en donde la deidad vivirá en el nuevo año, estas ubicaciones están determinadas pon el zodíaco chino.

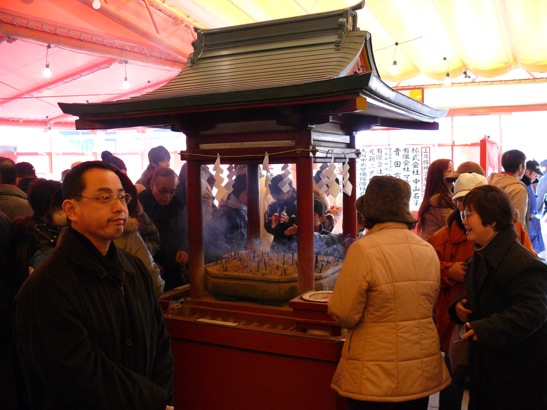
Primera purificación
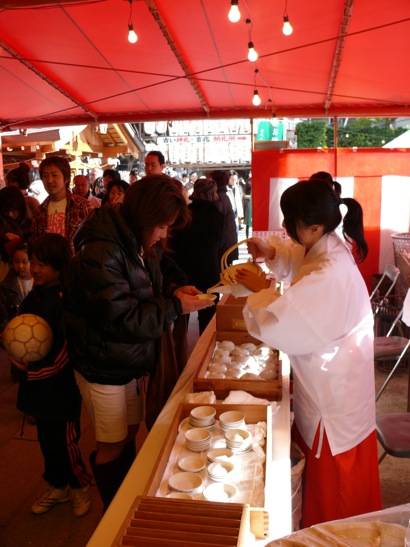
Prueba del toso
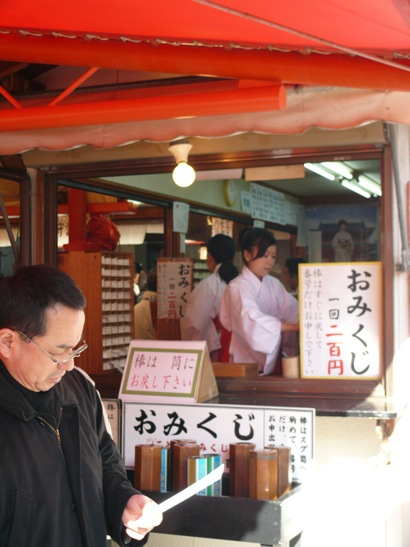
Compra de omikuji
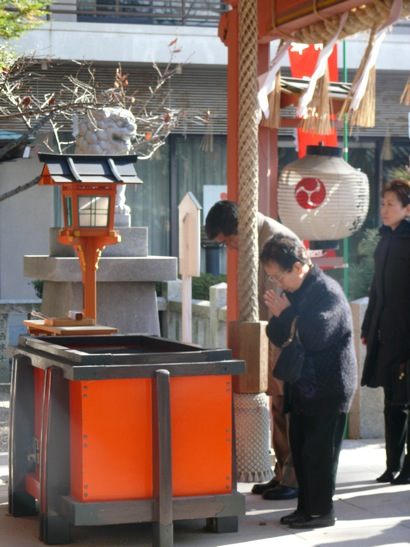
Primer rezo